# ديردر كاش
ديردر كاش (بالإنجليزية: Deirdre Cash)‏ (1925، ملبورن في أستراليا - 1963)؛ روائية أسترالية.